# 96. Infanterie-Division (Wehrmacht)
La 96. Infanterie-Division fu una divisione dell'esercito tedesco attiva durante la seconda guerra mondiale, che venne creata nel 1939 e fu impiegata nella campagna di Francia e sul fronte orientale, dove fu fatta prigioniera nel 1945.

## Storia

### Formazione e campagna di Francia
La divisione fu costituita il 25 settembre 1939, nell'area di addestramento militare di Bergen, vicino a Celle e venne equipaggiata con armi ceche, e dal 1941 con armi tedesche. Dopo la sua formazione, a dicembre venne schierata nell'Alto Reno, lungo il confine con la Francia. Dal 10 maggio 1940 prese parte alla campagna di Francia, attraversando le Ardenne, Sedan e Laon, da dove virò a sud e marciò attraverso Chemin des Dames, la Marna e la Loira fino a Bourges. Fu messa in congedo tra l'agosto 1940 ed il febbraio 1941, quando venne schierata in Francia come forza di occupazione.

### Fronte orientale
Dal luglio 1941 prese parte all'operazione Barbarossa, marciando su Vilna e Opochka, nell'area a ovest del Lago Ilmen. Ad agosto seguirono i combattimenti a Luga e a settembre avanzò attraverso fino alla Neva, vicino a Leningrado. Dall'ottobre 1941 al febbraio 1942 fu impiegata nei combattimenti tra Schliselburg e la foce del Tosna, a sud del lago Ladoga, presso la sacca di Volkhov. Dal dicembre 1942 al febbraio 1943 fu coinvolta nella battaglia invernale tra Shlisselburg e Mga, sulla sponda meridionale del lago Ladoga, sulla Neva e sulle alture di Sinyavino; seguirono battaglie difensive fino alla fine del 1943 sul Volkhov e sul Tigoda. Nel gennaio 1944 fu trasferita in Ucraina e schierata nell'area tra Shepetovka e da marzo a dicembre fu coinvolta in delle battaglie in ritirata. Si spostò verso ovest tra Kamenets e Podolsk, dove fu rinnovata nel giugno 1944 ed in seguito fu coinvolta in costose ritirate e battaglie difensive nell'area di Tarnopol. Entro la fine dell'anno si ritirò passando per Sanok, a sud-est di Tarnow e nel gennaio 1945 venne trasferita in Ungheria. Seguirono battaglie difensive a sud del Danubio, nella zona tra Tata, Tarjan, Bajna, Sarisap e Coslnok, dove la divisione fu circondata. Dopo essere fuggita nel marzo 1945, marciò attraverso il Danubio e poi a ovest nell'area di Pressburg; la ritirata proseguì verso nord, oltre Vienna, verso la Bassa Austria, nel Waldviertel e nella zona di Freistadt, dove alla fine della guerra fu fatta prigioniera dagli americani. Alcuni membri della divisione furono poi consegnati all'Armata Rossa.

## Ordine di battaglia
96. Infanterie-Division 1939
- Infanterie-Regiment 283
- Infanterie-Regiment 284
- Infanterie-Regiment 287
- Artillerie-Regiment 196
- Pionier-Bataillon 196
- Panzerabwehr-Abteilung 196
- Infanterie-Divisions-Nachrichten-Abteilung 196
- Infanterie-Divisions-Nachschubtruppen 196

96. Infanterie-Division 1944
- Grenadier-Regiment 283
- Grenadier-Regiment 284
- Grenadier-Regiment 287
- Feldersatz-Bataillon 196
- Füsilier-Bataillon 96
- Artillerie-Regiment 196
- Pionier-Bataillon 196
- Panzerjäger-Abteilung 196
- Infanterie-Divisions-Nachrichten-Abteilung 196
- Infanterie-Divisions-Nachschubtruppen 196

## Decorazioni
Alcuni soldati della 96. Infanterie-division furono premiati per le loro azioni in guerra:
- Croce Tedesca
  - in oro: 35
- Croce di Cavaliere della croce di ferro: 27[4]
- Distintivo per combattimenti ravvicinati:
  - in bronzo: 2
  - in oro: 1

## Comandanti
- General der Infanterie Erwin Vierow (15 settembre 1939 - 5 agosto 1940)
- Generalleutnant Wolf Schede (7 agosto 1940 - 10 aprile 1942)
- Generalleutnant Joachim Freiherr von Schleinitz (10 aprile 1942 - 6 ottobre 1942)
- Generalleutnant Ferdinand Noeldechen (9 ottobre 1942 - 28 giugno 1943)
- Oberst Gottfried Weber (luglio 1943 - luglio 1943)
- Generalleutnant Richard Wirtz (28 luglio 1943 - 30 novembre 1943)
- Generalmajor von Blücher (30 novembre 1943 - gennaio 1944)
- Oberst Adolf Fischer (gennaio 1944 - agosto 1944)
- Generalleutnant Werner Dürking (1° settembre 1944 - 11 settembre 1944)
- Oberst Kobolt (12 settembre 1944 - 2 ottobre 1944)
- Generalleutnant Richard Wirtz (3 ottobre 1943 - 10 novembre 1944)
- Generalmajor Hermann Harrendorf (1° dicembre 1944 - 8 maggio 1945)[1]